# John F. West
John F. West (1920–2001), foi um ativista ambiental no Condado de Marin, Califórnia. John e a sua esposa Anne West foram activos em questões ambientais locais no Condado de Marin por várias décadas. John West foi o grande responsável por restaurar os locais de desova do salmão na área de Olema Creek e arredores. Em contribuição aos esforços de John, o riacho, que num ponto foi chamado de "Blue Line Creek", foi renomeado e agora é comummente referido como "The John West Fork" de Olema Creek.
O trabalho e os esforços de John e Anne West continuam a ser realizados através da Tomales Bay Association.